# Star Trek 2: La còlera del Khan
Star Trek 2: La còlera de Khan (títol original en anglès Star Trek II: The Wrath of Khan) és una pel·lícula estatunidenca de ciència-ficció del 1982 dirigida per Nicholas Meyer i basada en la sèrie de televisió Star Trek. És la segona pel·lícula de la sèrie de pel·lícules Star Trek després de Star Trek: La pel·lícula (1979), i és una seqüela de l'episodi de televisió "Llavor espacial" (1967). La trama compta amb l'almirall James T. Kirk (William Shatner) i la tripulació de la nau estel·lar USS Enterprise enfrontant-se al tirà modificat genèticament Khan Noonien Singh (Ricardo Montalbán). Quan Khan escapa d'un exili de 15 anys per venjar-se d'en Kirk, la tripulació de l'Enterprise ha d'impedir que adquireixi un potent dispositiu de terraformació anomenat Genesis. La pel·lícula és l'inici d'un arc narrariu de tres pel·lícules que continua amb la pel·lícula Star Trek 3: A la recerca de Spock (1984) i conclou amb la pel·lícula Star Trek 4: Missió salvar la Terra (1986). Ha estat doblada al català.
Després de la poc brillant resposta crítica a la primera pel·lícula, el creador de la sèrie Gene Roddenberry es va veure obligat a abandonar la producció de la seqüela. El productor executiu Harve Bennett va escriure l'esquema original de la pel·lícula, que Jack B. Sowards va desenvolupar en un guió complet. El director Nicholas Meyer va completar el seu guió final en dotze dies, sense acceptar cap crèdit per escrit. L'enfocament de Meyer va evocar l'atmosfera de capa i espasa de la sèrie original, referint-se a la pel·lícula com "Horatio Hornblower a l'espai", un tema reforçat per la partitura musical de James Horner. Leonard Nimoy no tenia la intenció de tenir un paper a la seqüela, però estava emocionat amb la promesa que el seu personatge tindria una escena de mort dramàtica. La reacció negativa de l'audiència a la mort de Spock va provocar revisions significatives del final davant les objeccions de Meyer. L'equip de producció va utilitzar diverses tècniques de reducció de costos per mantenir-se dins del pressupost, com ara l'ús de models en miniatura de projectes anteriors i la reutilització de sets, imatges d'efectes i vestuari de la primera pel·lícula. La pel·lícula va ser el primer llargmetratge que va contenir una seqüència creada completament amb gràfics per ordinador.
Star Trek 2: La còlera del Khan es va estrenar a Amèrica del Nord el 4 de juny de 1982 per Paramount Pictures. Va ser un èxit de taquilla, va guanyar 97 milions de dòlars arreu del món i va establir un rècord mundial pel seu primer dia de recaptació de taquilla. La reacció de la crítica a la pel·lícula va ser positiva; Els crítics van destacar el personatge de Khan, la direcció de Meyer, les actuacions millorades, el ritme de la pel·lícula i les interaccions dels personatges com a elements forts. Les reaccions negatives es van centrar en efectes especials febles i algunes de les actuacions. "La còlera del Khan" sovint es considera la millor pel·lícula de la sèrie "Star Trek", i sovint se li atribueix la renovació de l'interès per la franquícia. El 2024, la pel·lícula va ser seleccionada per la Biblioteca del Congrés dels Estats Units per a la seva preservació al National Film Registry.

## Argument
El 2285, l'almirall James T. Kirk supervisa una sessió de simulador dels aprenents del capità Spock. A la simulació, la tinent Saavik comanda la nau estel·lar USS Enterprise en una missió de rescat per salvar la tripulació de la nau danyada Kobayashi Maru, però és atacada pels creuers klíngon i està greument danyada. La simulació és un escenari sense guanyador dissenyat per provar el caràcter dels oficials de la Flota Estel·lar. Més tard, el Dr. Leonard McCoy visita Kirk el dia del seu aniversari; veient  Kirk de mal humor a causa de la seva edat, el metge aconsella a Kirk que obtingui un nou comandament en lloc d'envellir darrere d'un escriptori.
Mentrestant, la nau espacial Reliant està en una missió per buscar un planeta sense vida per provar el Dispositiu Genesis, una tecnologia dissenyada per reorganitzar la matèria morta en mons habitables. El capità  Clark Terrell del Reliant i el primer oficial comandant Pavel Chekov hi van per avaluar un planeta que creuen erròniament que és Ceti Alfa VI. Un cop allà, són capturats pel tirà genèticament modificat Khan Noonien Singh, qui explica que estan a Ceti Alfa V. Quinze anys abans, Kirk hi va exiliar Khan i els seus seguidors després que intentéssin fer-se càrrec de l' Enterprise; Sis mesos després, Ceti Alfa VI va explotar, canviant l'òrbita del Ceti Alfa V i convertint-lo en una terra desèrtica. La catàstrofe va matar molts dels seguidors de Khan, mentre que altres, inclosa la seva dona, van ser assassinats per anguiles paràsites natives de Ceti.
Khan implanta a Chekov i Terrell larves d'anguila, fent-los susceptibles al control mental i utilitza la parella per capturar el Reliant. Mentre que el tinent de Khan, Joachim, suggereix abandonar la seva recerca de venjança, Khan insisteix en matar Kirk. En saber del dispositiu Genesis, Khan ataca l'estació espacial Regula I, on el dispositiu està sent desenvolupat per l'antiga amant de Kirk, la Dra. Carol Marcus, i el seu fill, David.
Kirk assumeix el comandament de l' Enterprise després que la nau, desplegada en un creuer d'entrenament, rep una trucada de socors de Regula I. En el camí, l' Enterprise és emboscat i paralitzat per Reliant. Khan ofereix estalviar la tripulació de Kirk si renuncien a tot el material relacionat amb Genesis; en canvi, Kirk intenta guanyar temps i, aprofitant que Khan no coneix les naus estel·lars, baixa de manera remota els escuts del Reliant, permetent un contraatac. Khan es veu obligat a retirar-se i fer reparacions, mentre que l' "Enterprise" marxa a "Regula I". Kirk, McCoy i Saavik es dirigeixen a l'estació i troben Terrell i Chekov vius i l'equip de Carol Marcus massacrat. Troben Carol i David amagant Genesis a l'interior del planetoide proper. Khan, després d'haver utilitzat Terrell i Chekov com a espies, els ordena matar Kirk; Terrell resisteix la influència de l'anguila i es mata, mentre que Chekov s'ensorra quan l'anguila abandona el seu cos. Khan transporta Genesis a bord del Reliant, amb la intenció de deixar Kirk al planetoide, però és enganyat pels arranjaments codificats de Kirk i Spock per a una trobada. Kirk dirigeix l' Enterprise a la propera Nebulosa Mutara, provocant amb èxit a Khan perquè el segueixi; les condicions a l'interior de la nebulosa fan que els escuts siguin inútils i comprometen els sistemes d'orientació, fent que l' "Enterprise" i el "Reliant" coincideixin de manera uniforme. Spock assenyala que les tàctiques de Khan indiquen inexperiència en combats tridimensionals, que Kirk aprofita per desactivar la Reliant.
Ferit de mort, Khan activa Genesis, citant al capità Ahab mentre mor. La tripulació de Kirk detecta l'activació i intenta moure's fora de l'abast, però amb el motor de curvatura de la nau danyat, no podran escapar de la nebulosa a temps. Per restaurar la potència de curvatura, Spock va a la sala de màquines, que està inundada de radiació. Quan McCoy intenta evitar l'entrada d'Spock, Spock l'incapacita amb un pessic vulcanià i realitza una fusió mental, dient-li que "recordi". Spock repara la unitat de curvatura i Enterprise salta a curvatura, escapant de l'explosió, que forma un nou planeta. Abans de morir per la intoxicació per radiació, Spock insta a Kirk a no lamentar-se, ja que la seva decisió de sacrificar-se per salvar l' Enterprise era lògica. Kirk i la tripulació de la nau acullen un enterrament espacial per a Spock, l'arca del qual aterra al nou planeta Genesis.

## Repartiment
El repartiment de La còlera de Khan inclou tots els personatges principals de la sèrie de televisió original, així com nous actors i personatges.
- William Shatner com a James T. Kirk, un almirall de la Flota Estelar i antic comandant de l' Enterprise. Kirk i Khan mai s'enfronten cara a cara durant la pel·lícula; totes les seves interaccions es fan a través d'una pantalla de visualització o a través de comunicadors, i les seves escenes es van filmar amb quatre mesos de diferència.[6] Meyer va descriure Shatner com un actor que era naturalment protector del seu personatge i de si mateix, i que va actuar millor en múltiples preses.[7]
- Ricardo Montalbán com a Khan Noonien Singh, un superhumà genèticament millorat que havia utilitzat la seva força i intel·ligència per governar breument gran part de la Terra durant la dècada de 1990. Montalbán va dir que creia que tots els bons dolents fan coses dolentes, però pensen que estan actuant per les raons "correctes"; d'aquesta manera, Khan utilitza la seva ira per la mort de la seva dona per justificar la seva persecució de Kirk.[8] Contràriament a l'especulació que Montalbán va utilitzar una pròtesi de pit, el director va insistir que no s'havien afegit dispositius artificials al físic musculós de Montalbán.[7]  A Montalbán li va agradar fer la pel·lícula, tant que va interpretar el paper per molt menys del que li van oferir, i va comptar el paper com a punt destacat de la seva carrera. La seva principal queixa va ser que mai va estar cara a cara amb Shatner per a una escena. "Vaig haver de fer les meves línies amb la noia del guió, que, com us podeu imaginar, no s'assemblava gens a Bill [Shatner]", va explicar.[9] Bennett va assenyalar que la pel·lícula estava a punt d'aconseguir la llum verda quan als productors se'ls va ocórrer que ningú li havia preguntat a Montalbán si podia fer una pausa en el rodatge de la sèrie de televisió Fantasy Island per participar-hi.[8]
- Leonard Nimoy com a Spock, el capità de l' Enterprise que cedeix el comandament a Kirk després que la Flota Estel·lar enviés la nau a Regula I. Nimoy no tenia la intenció de tenir un paper a la seqüela de La pel·lícula, però va ser seduït de nou amb la promesa que el seu personatge tindria una dramàtica escena de mort.[10]:243 Nimoy va raonar que, com que La còlera de Khan seria la pel·lícula final de Star Trek, que Spock "sortís en una raig de glòria" semblava una bona manera d'acabar amb el personatge.[8]
- DeForest Kelley com a Leonard McCoy, l'oficial mèdic en cap de l 'Enterprise i amic íntim de Kirk i Spock. Kelley estava insatisfet amb una versió inicial del guió fins al punt que va considerar no participar-hi[10]:243 Kelley va assenyalar que el seu personatge parlava moltes de les línies més divertides de la pel·lícula, i va considerar que aquest paper era essencial per aportar un costat més lleuger al drama en pantalla.[8]
- James Doohan com a Montgomery Scott, l'enginyer en cap de l' Enterprise. Kelley va pensar que McCoy pronunciant el seu eslògan "està mort, Jim" durant l'escena de la mort de Spock arruïnaria la seriositat del moment, així que Doohan diu la frase "ja està mort" a Kirk.[10]:249 Scott perd el seu jove nebot després dels atacs de Khan a l' Enterprise. El cadet, interpretat per Ike Eisenmann, va veur retallades moltes de les seves línies de l'estrena original, inclosa una escena que explica que és parent de Scott. Aquestes escenes es van reintroduir en una edició de televisió i en l'edició del director, fent més comprensible el dolor de Scott per la mort del tripulant.[11]
- George Takei com a Hikaru Sulu, l'oficial al capdavant de l' Enterprise. Takei no hauria volgut repetir el seu paper a La còlera de Khan, però Shatner el va persuadir de tornar.[11]
- Walter Koenig com a Pavel Chekov, el primer oficial del Reliant i antic membre de la tripulació de l' Enterprise. Durant el rodatge, Kelley va assenyalar que Chekov mai va conèixer a Khan a "Llavor espacial" (Koenig encara no s'havia unit al repartiment), i per tant el reconeixement de Khan a Chekov a Ceti Alpha no tenia sentit. Els llibres no canònics de Star Trek intentaren racionalitzar aquesta discrepància; a la novel·la de la pel·lícula de Vonda N. McIntyre, Chekov va conèixer Khan durant "Llavor espacial" en una escena fora de la pantalla,[12] mentre que a la novel·la To Reign in Hell: The Exile of Khan Noonien Singh Chekov escorta Khan a la superfície de Ceti Alpha a l'episodi de televisió. La causa real de l'error va ser un simple descuit per part dels cineastes. Meyer va defensar l'error assenyalant que Arthur Conan Doyle va fer descuits similars a les seves històries de Sherlock Holmes.[7] Els crits de Chekov mentre estava infestat per l'anguila de Ceti van fer que Koenig doblés en broma la pel·lícula Star Trek II: Chekov Screams Again en referència a una escena de crits similar a la pel·lícula.[11]
- Nichelle Nichols com a Uhura, l'oficial de comunicacions de l' Enterprise. Nichols va ajudar a convèncer Meyer i Bennet a reduir marginalment la seva visió d'una representació més militarista de la Flota Estel·lar, amb la qual el creador de Star Trek Gene Roddenberry també va tenir problemes.[13]
- Bibi Besch com a Carol Marcus, la científica principal que treballa en el Projecte Genesis, i la mare del fill de Kirk. Meyer volia una actriu per al paper que fos prou bonica perquè fos plausible que un faldiller com Kirk s'enamorés d'ella, però que també pogués projectar una sensació d'intel·ligència.[7]
- Merritt Butrick com a David Marcus, un científic del Projectr Genesis i fill de Kirk. A Meyer li agradava que el cabell de Butrick fos ros com el de Besch i arrissat com el de Shatner, el que el convertia en un fill plausible dels dos.[7]
- Paul Winfield com a Clark Terrell, el capità de Reliant. Meyer havia vist el treball de Winfield en pel·lícules com Sounder i pensava molt en ell; no hi havia cap motiu per triar l'actor com a capità de Reliant, a part del desig de Meyer de dirigir-lo. Meyer va pensar en retrospectiva que les escenes de l'anguila Ceti podrien haver estat cursis, però va pensar que l'actuació de Winfield va ajudar a afegir-hi gravetat.[7]
- Kirstie Alley com a Saavik, la protegida de Spock i comandant en formació de la Flota Estel·lar a bord de l' Enterprise. La pel·lícula va ser el primer paper d'Alley al llargmetratge. Servint a bord com a navegant en absència de Chekov, té un fort hàbit de qüestionar els mètodes heroics excèntrics de Kirk, preferint un enfocament més cenyit a les normes. Saavik plora durant el funeral de Spock. Meyer va dir que mentre filmava algú li va preguntar: "La deixaràs fer-ho?" I vaig dir: "Sí", i em van dir: "Però els vulcans no ploren", i vaig dir: "Bé, això és el que fa que sigui un vulcanià tan interessant".[7] Els esclats emocionals del personatge es poden explicar en part pel fet que Saavik va ser descrita al guió com una herència mixta de vulcanià-romulà, tot i que no hi ha cap indicació a la pel·lícula.[11] Alley li agradaven tant les seves orelles vulcanes que les emportava posades a casa cada dia.[11]
- Judson Scott com a Joachim, el principal secuaç de Khan. Scott va assumir el paper creient que seria més destacat i va demanar la màxima facturació. Quan Paramount es va negar, Scott va renunciar a la facturació, creient que encara apareixeria als crèdits finals. En canvi, la seva actuació no es va acreditar.[14]

## Doblatge al català
La pel·lícula va ser doblada al català quan fou emesa per TV3 el 19 de novembre del 1995. Els actors de doblatge foren:
| Personatge                | Actor/actriu      | Veu en català         |
| ------------------------- | ----------------- | --------------------- |
| James T. Kirk             | William Shatner   | Jordi Royo            |
| Spock                     | Leonard Nimoy     | Ramon Puig            |
| Leonard McCoy             | DeForest Kelley   | Jaume Comas           |
| Montgomery Scott 'Scotty' | James Doohan      | Vicenç Manel Domènech |
| Nyota Uhura               | Nichelle Nichols  | Àngels Gonyalons      |
| Hikaru Sulu               | George Takei      | Eduard Elias          |
| Pavel Chekov              | Walter Koenig     | Jordi Hurtado         |
| Carol Marcus              | Bibi Besch        | Roser Cavaller        |
| Khan Noonien Singh        | Ricardo Montalbán | Arseni Cursellas      |
| Tinent Saavik             | Kirstie Alley     | Montse Moreno         |
| David Marcus              | Merritt Butrick   | Josep Maria Mas       |
| Clark Terrell             | Paul Winfield     | Pepe Antequera        |
| Joachim                   | Judson Scott      | Quim Roca             |
| Comandant Beach           | Paul Kent         | Jordi Vila            |

## Producció

### Desenvolupament

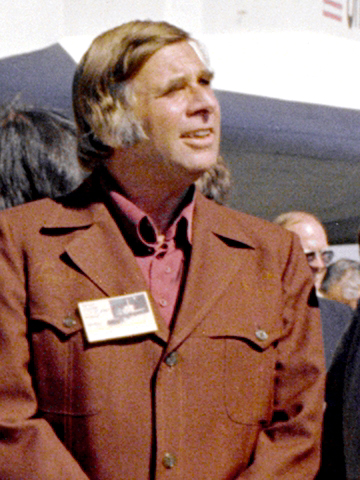
Gene Roddenberry va ser apartat d'un paper directe en el desenvolupament de La còlera de Khan perquè preocupava que fos el motiu principal de la recepció tèbia de La pel·lícula.

Després de l'estrena de La pel·lícula, el productor executiu Gene Roddenberry va escriure la seva pròpia seqüela. A la seva trama, la tripulació de l' Enterprise viatja en el temps per endreçar una línia de temps corrupta després que els klingons utilitzin el Guardià del Futur per evitar l'assassinat de John F. Kennedy.:161 Va ser rebutjat pels executius de Paramount, que van culpar la tèbia recepció i els costos de la primera pel·lícula al seu ritme lent i a les constants reescriptures que Roddenberry exigia.:240–241 Com a conseqüència, Roddenberry va ser retirat de la producció i, segons Shatner, "sli van donar una puntada cap amunt" a la posició cerimonial de consultor executiu.:99
Harve Bennett, un nou productor de televisió de Paramount, va ser nomenat productor de la propera pel·lícula Star Trek.:240–242 Segons Bennett, va ser cridat davant d'un grup format entre altres per Jeffrey Katzenberg i Michael Eisner i li va preguntar si podia fer una pel·lícula millor que La pel·lícula, de la que Bennett va confessar que va trobar "realment avorrida". Quan Bennett va respondre afirmativament, Charles Bluhdorn va preguntar: "Pots fer-ho per menys de quaranta-cinc putos milions de dòlars?" Bennett va respondre que "d'on vinc, puc fer cinc pel·lícules per això".:240 Bennett es va adonar que s'enfrontava a un seriós repte a l'hora de desenvolupar la nova pel·lícula de Star Trek, en part perquè no havia vist mai la sèrie de televisió.:240 Veure episodis de la sèrie va convèncer  Bennett que el que li faltava a la primera pel·lícula era un veritable vilà; després de veure l'episodi "Llavor espacial", va decidir que el personatge de Khan Noonien Singh era l'enemic perfecte per a la nova pel·lícula. Bennett va seleccionar Robert Sallin, director d'anuncis de televisió i amic de la universitat, per produir la pel·lícula. La feina de Sallin seria produir Star Trek II de manera ràpida i econòmica. Bennett va contractar Michael Minor com a director d'art per donar forma a la direcció de la pel·lícula.
Bennett va escriure el seu primer tractament cinematogràfic el novembre de 1980. En la seva versió, titulada The War of the Generations, Kirk investiga una rebel·lió en un món llunyà i descobreix que el seu fill és el líder dels rebels. Khan és el cervell darrere del complot, i Kirk i el seu fill uneixen forces per derrotar al tirà. Bennett va contractar llavors Jack B. Sowards, un àvid fan de Star Trek, per convertir el seu esquema en un guió filmable. Sowards va escriure un guió inicial abans de la vaga de guionistes el 1981. L'esborrany de Sowards, The Omega Syndrome, va implicar el robatori de l'arma definitiva de la Federació, el "sistema Omega". A Sowards li preocupava que la seva arma fos massa negativa, i Bennett volia alguna cosa més edificant "i tan fonamental al segle XXIII com ho és l'ADN recombinant en els nostres temps", va recordar Minor. Minor va suggerir a Bennett que el dispositiu es convertís en una eina de terraformació. A la conferència del guió de l'endemà,  Bennett va abraçar a Minor i va declarar que havia salvat Star Trek. En reconeixement del poder bíblic de l'arma, Sowards va canviar el nom del "sistema Omega" pel "Dispositiu Gènesi".
A l'abril de 1981, Sowards havia produït un esborrany que traslladava la mort de Spock a més endavant en la història, a causa de la insatisfacció dels fans amb l'esdeveniment després de la filtració del guió. Spock havia mort originalment en el primer acte, en una desaparició impactant que Bennett va comparar amb la mort prematura de Janet Leigh a Psicosi. Aquest esborrany va tenir un enfrontament cara a cara de dotze pàgines entre Kirk i Khan dins de la cova de Gènesi. L'esborrany de Sowards presentava un personatge masculí anomenat Saavik. Quan va començar la preproducció, Samuel A. Peeples, escriptor de l'episodi de Star Trek "On no ha anat mai cap home", va ser convidat a oferir el seu propi guió. L'esborrany de Peeples va substituir Khan per dos nous vilans anomenats Sojin i Moray; els éssers alienígenes són tan poderosos que gairebé destrueixen la Terra per error. Aquest guió es va considerar inadequat; els alienígenes s'assemblaven massa als vilans en un episodi típic de La sèrie original. S'acostaven els terminis per començar la producció d'efectes especials (que requeria guions detallats basats en un guió acabat), que no existien.

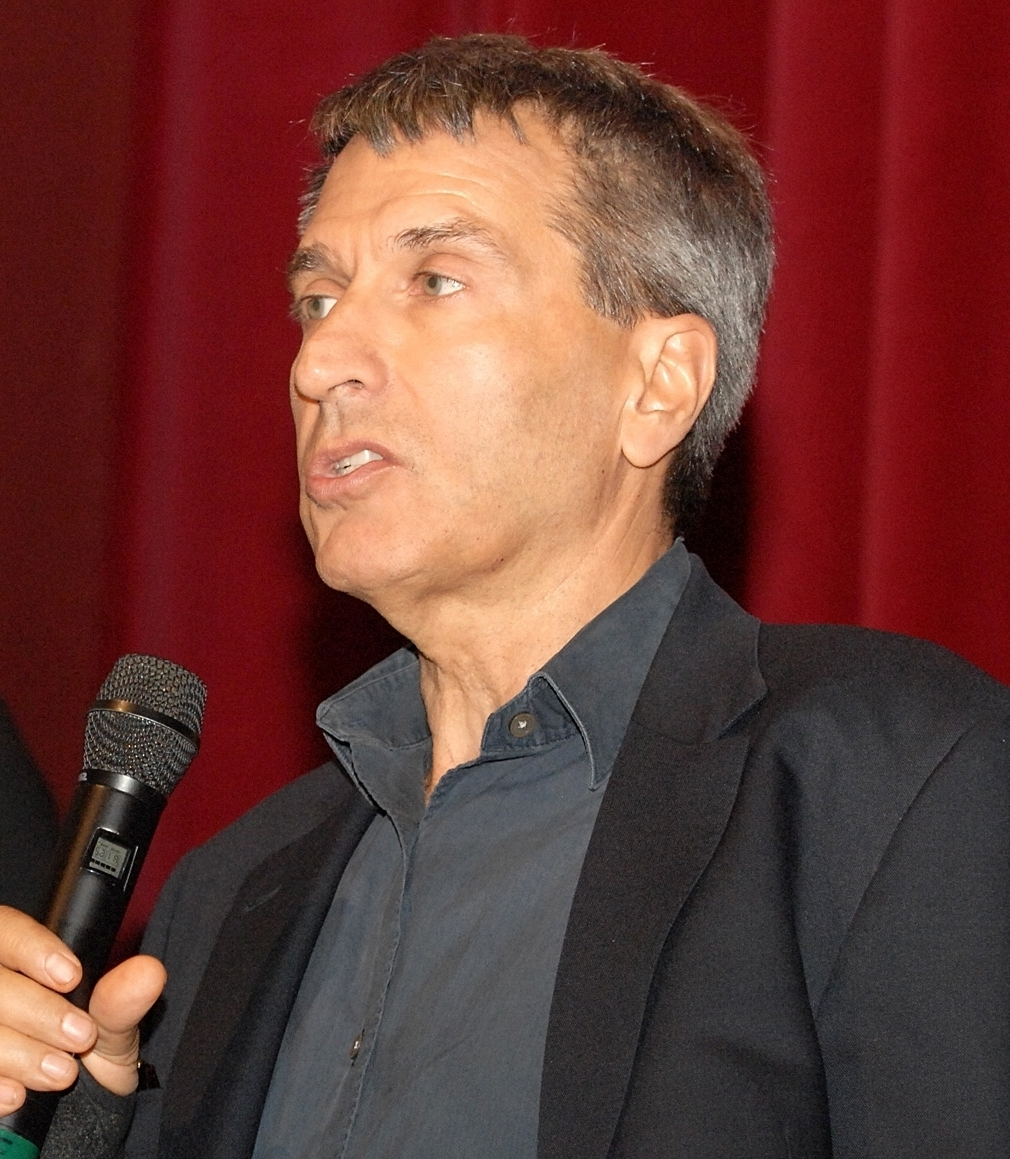
El director Nicholas Meyer (a la foto de 2008) no havia vist mai cap episodi de Star Trek quan se li proposar dirigir la pel·lícula i reescriure el guió.

Karen Moore, una executiva de Paramount, va suggerir que Nicholas Meyer, escriptor de The Seven-Per-Cent Solution i director d' Els passatgers del temps , podria ajudar a resoldre els problemes de guió. Meyer tampoc havia vist mai un episodi de Star Trek. Va tenir la idea de fer una llista formada per tot allò que a l'equip creatiu li havia agradat dels esborranys anteriors "podria ser un personatge, podria ser una escena, podria ser una trama, podria ser una subtrama, […] podria ser una línia de diàlegs, perquè pogués utilitzar aquesta llista com a base d'un nou guió fet amb tots els millors aspectes dels anteriors. Per compensar l'expectativa dels fans que Spock morís, Meyer va fer "matar" el personatge al simulador Kobayashi Maru a l'escena inicial. L'empresa d'efectes va requerir un script completat en només 12 dies. Meyer va escriure el guió sense acreditar i sense pagar abans de la data límit, sorprenent actors i productors, i va produir ràpidament les reescriptures posteriors segons calgués. Un esborrany, per exemple, tenia un nadó al grup de Khan, que mor amb els altres a la detonació de Genesis. Meyer va dir més tard:
| « | La principal contribució que vaig aportar a Star Trek II va ser una sana falta de respecte... Star Trek era una al·legoria humana en format espacial. Aquesta era la seva força i, en definitiva, la seva debilitat. Vaig intentar per irreverència fer-los més humans i una mica menys de fusta. No vaig insistir que el capità Kirk anés al bany, però Star Trek havia de ser tan santificat? | » |

Meyer va descriure el seu guió com a "'Hornblower' a l'espai exterior", utilitzant referències nàutiques i una atmosfera d'esbarjo.:243 (Hornblower va ser una inspiració per a Roddenberry i Shatner quan van fer l'espectacle, encara que Meyer no n'era conscient d'això.) Sallin va quedar impressionat amb la visió de Meyer per a la pel·lícula: "Les seves idees van aportar una dimensió que va ampliar l'abast del material mentre estàvem treballant-hi." Gene Roddenberry no estava d'acord amb la textura naval del guió i els tons Capità Ahab de Khan, però l'equip creatiu en va ignorar la majoria.:245

### Disseny
Meyer va intentar canviar l'aspecte de Star Trek per adaptar-se a l'atmosfera nàutica que imaginava mentre es mantenia dins del pressupost. L' Enterprise, per exemple, va rebre una campana de vaixell, un xiulet de nostramo, i més llums  intermitents i senyalització. Meyer va afegir un rètol de "No fumar" al pont de l'Enterprise, que recordava: "Tothom va tenir un atac […] Vaig dir: "Per què, han deixat de fumar en el futur? Fa quatre-cents anys que fumen, creus que ho deixaran en els propers dos?'" El cartell va aparèixer a la primera plana de la pel·lícula, però es va eliminar per a tots els altres que apareixien al tall final.
Per estalviar diners en l'escenografia, el dissenyador de producció Joseph Jennings va utilitzar elements existents de La pel·lícula que s'havien deixat després d'acabar el rodatge. El seixanta-cinc per cent de la pel·lícula es va rodar al mateix plató; El pont del Reliant i el "simulador de ponts" de l'escena inicial eren redecoracions del pont de l' Enterprise . El pont Klingon de La pel·lícula es va redecorar com a sala de transportador de Regula I i zona de torpedes de l'  Enterprise. Els cineastes van ampliar el pressupost de La còlera de Khan reutilitzant models i imatges de la primera pel·lícula, incloses imatges de l' Enterprise al port espacial. Les miniatures originals del les naus es van utilitzar sempre que va ser possible, o es van modificar per incorporar-se com a noves construccions. El complex d'oficines orbitals de la pel·lícula es va invertir i es va retocar per convertir-se en l'estació espacial Regula I. Elements de la sèrie de televisió cancel·lada Star Trek: Phase II, com ara mampares, baranes i escenaris, van ser canibalitzats i reutilitzats. Una de les principals preocupacions dels dissenyadors era que el "Reliant" s'hauria de distingir fàcilment de l' "Enterprise". El disseny de la nau es va capgirar després que Bennett obrís i aprovés accidentalment els dissenys preliminars del Reliant cap per avall.

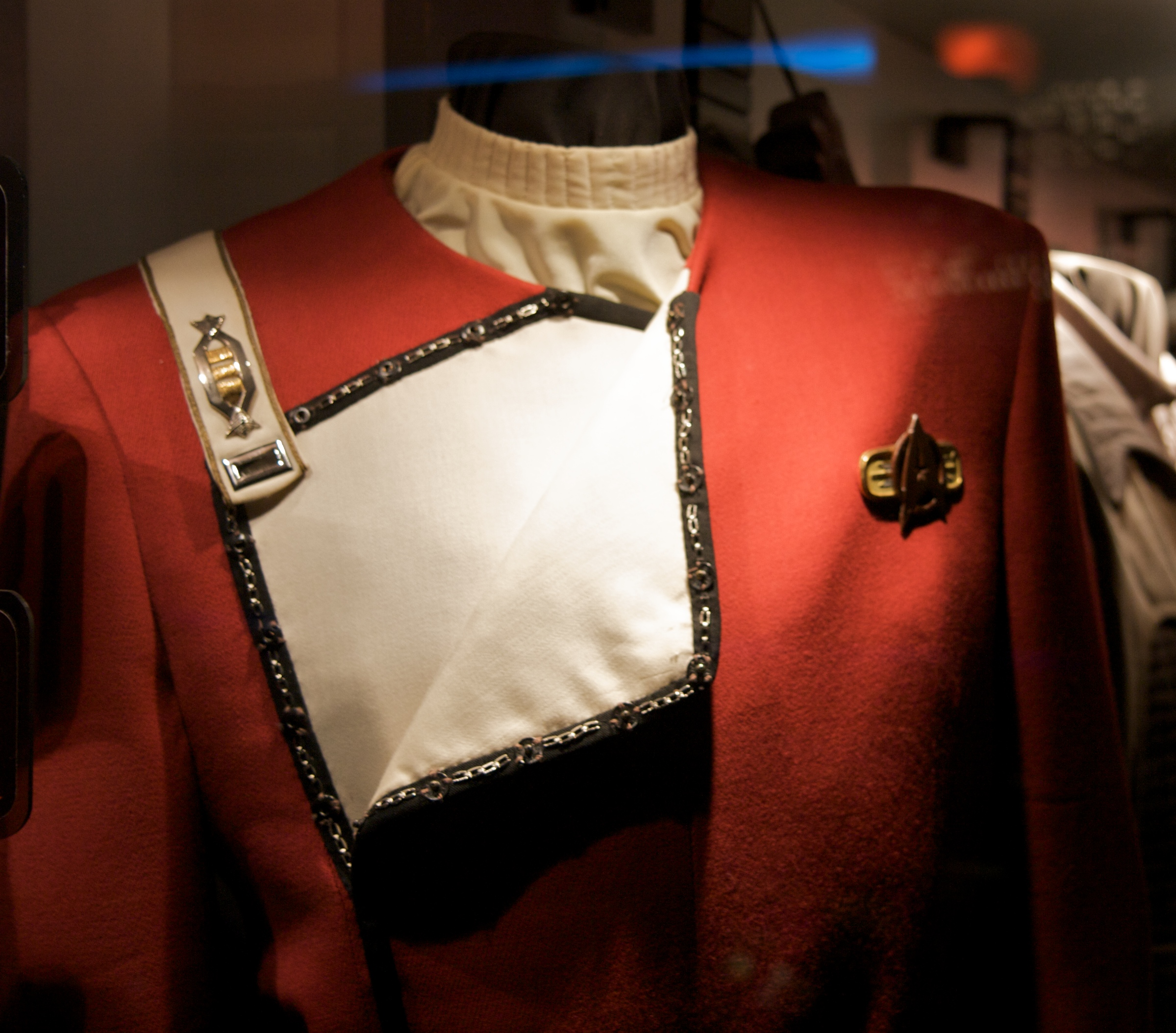
Exemple d'uniforme de La còlera de Khan exposat a Star Trek: The Experience

El dissenyador Robert Fletcher es va incorporar per redissenyar els vestits existents i crear-ne de nous. Fletcher va decidir un esquema de "colors corruptes", utilitzant materials amb colors lleugerament allunyats del color pur. "No són colors que veieu avui, així que d'una manera subtil [ells] indiquen un altre moment." A Meyer no li agradaven els uniformes de la Flota Estel·lar ni de la sèrie de televisió ni de La pel·lícula i volia que els canviessin, però no es van poder descartar completament a causa del pressupost. Les proves de tint de la tela van demostrar que els antics uniformes prenien bé tres colors: blau-gris, daurat i vermell fosc. Fletcher va decidir utilitzar el vermell fosc a causa del fort contrast que proporcionava amb el fons. Els dissenys d'inspiració naval resultants s'utilitzarien a les pel·lícules de Star Trek fins a First Contact (1996). Les primeres versions dels uniformes tenien colls negres rígids, però Sallin va suggerir canviar-lo per un coll alt, utilitzant una forma d'encoixinat vertical anomenat trapunto. El mètode crea un efecte de baix relleu al material omplint les zones delineades amb un fil suau a través d'una agulla buida . En el moment de la producció de La còlera de Khan, les màquines i les agulles necessàries per produir trapunto eren escasses, i Fletcher només va poder trobar una agulla per al departament de vestuari. La tripulació estava tan preocupada per perdre o trencar l'agulla que un dels treballadors del departament de seguretat se l'havia portat a casa com a mesura de seguretat, cosa que va fer que Fletcher cregués que l'havien robat.
Per a Khan i els seus seguidors, Fletcher va crear un fort contrast amb els uniformes molt organitzats de la Flota Estelar; la seva idea era que els vestits dels exiliats estaven fets de tot el que podien trobar. Fletcher va dir: "La meva intenció amb Khan era expressar el fet que havien estat abandonats en aquell planeta sense infraestructura tècnica, així que havien de canibalitzar de la nau espacial tot el que fessin servir o que portés. Per tant, vaig intentar que semblés com si s'haguessin vestit amb peces de tapisseria i equips elèctrics que componien la nau." El vestit de Khan va ser dissenyat amb el pit obert per mostrar el físic de Ricardo Montalbán. Fletcher també va dissenyar bates per als científics de la Regula I i roba civil per a Kirk i McCoy que es va dissenyar per semblar pràctiques i còmodes.

### Rodatge
La fotografia principal va començar el 9 de novembre de 1981 i va acabar el 29 de gener de 1982. La còlera de Khan estava més orientada a l'acció que la seva predecessora, però menys costosa de fer. El projecte va ser supervisat per la unitat de televisió de Paramount en lloc de la seva divisió cinematrogràfica. Bennett, un respectat veterà de televisió, va fer La còlera de Khan amb un pressupost de 12 milions de dòlars. El pressupost era inferior a 8,5 milions de dòlars inicialment, però va augmentar en 5 milions de dòlars quan els productors van quedar impressionats per les dues primeres setmanes de filmació. Meyer va utilitzar trucs de càmera i d'ajustos per estalviar la construcció de plats grans i cars. Per a una escena que tenia lloc a l'Acadèmia de la Flota Estel·lar, es va crear una perspectiva forçada col·locant un paisatge a prop de la càmera per donar la sensació que el conjunt era més gran del que realment era. Per mostrar la il·lusió que els ascensors de l' Enterprise es movien entre cobertes, es van treure peces del passadís fora de la vista per canviar la configuració de la sala mentre es tancaven les portes del turboascensor. L'equip de fons, com ara terminals d'ordinador, es llogaven quan era possible en lloc de comprar-los directament. Alguns accessoris dissenyats, com ara un faser i un comunicador redissenyats, van ser vetats pels executius de Paramount a favor dels materials existents de La pel·lícula. John Zabrucky de Modern Props va construir accessoris de comunicador addicionals.
L' Enterprise es va renovar per a les seves preses espacials, amb el seu exterior brillant apagat i un detall addicional afegit al marc. En comparació amb el Reliant de nova construcció, l' Enterprise era odiat pels artistes d'efectes i els càmera; es van necessitar vuit persones per muntar el model i un carretó elevador per moure'l. El Reliant, per la seva banda, era més lleuger i tenia un cablejat intern menys complex. Les miniatures de les naus espacials es van fotografiar contra una pantalla blava, que en postproducció va permetre compondre-les amb un paisatge de fons que havia estat fotografiat independentment de les miniatures en primer pla. Qualsevol reflex del blau al casc del vaixell apareixeria com un forat a la pel·lícula; els buits s'havien d'aparar fotograma per fotograma per a la pel·lícula final. El  sistema de control de moviment Dykstraflex es va utilitzar per filmar la fotografia en miniatura de l' Enterprise i altres exteriors de naus.
L'àrida superfície desèrtica de Ceti Alpha V es va simular a l'escenari 8, l'escenari sonor més gran de l'estudi de Paramount. El conjunt es va elevar a 25 peus del terra i es va cobrir amb estores de fusta, sobre les quals es van abocar tones de sorra i pols de colors. Es va pintar un ciclorama i es va embolicar al voltant del conjunt, mentre que els grans ventiladors industrials van crear una tempesta de sorra. El rodatge va ser incòmode tant per als actors com per a la tripulació. Els vestits ambientals d'elastà que portaven Koenig i Winfield no estaven ventilats i els actors havien de senyalitzar amb micròfon quan necessitaven aire. L'equip de filmació estava embolicat amb plàstic per evitar problemes mecànics i tots els que estava al plató portaven botes, màscares i bates com a protecció contra la sorra voladora.
La mort de Spock es va rodar durant tres dies, durant els quals no es va permetre cap visita al plató. La mort de Spock havia de ser irrevocable, però Nimoy va tenir una experiència tan positiva durant el rodatge que li va preguntar si podia afegir una manera perquè Spock tornés en una pel·lícula posterior. La seqüència de fusió mental es va filmar inicialment sense el coneixement previ de Kelley del que estava passant.:248 Shatner no estava d'acord amb tenir una separació de vidre clara entre Spock i Kirk durant l'escena de la mort; en canvi, volia un divisor translúcid que permetés als espectadors veure només la silueta de Spock, però la seva objecció va ser anul·lada. Durant la seqüència del funeral de Spock, Meyer va voler que la càmera rastregés el torpede que va servir com a taüt de Spock mentre es va col·locar en un abeurador llarg i es va lliscar al llançador. El grup de càmeres va pensar que s'hauria de reconstruir tot el conjunt per adaptar-se a la fotografia, però Sallin va suggerir posar un dolly a l'abeurador i controlar-lo des de dalt amb un braç desplaçat. La interpretació de Scott de "Amazing Grace" a les cornamuses va ser idea de James Doohan.:251
La mort de Spock a la pel·lícula es va informar àmpliament durant la producció. Alguns "trekkies" va escriure cartes per protestar, un va pagar anuncis a la premsa comercial instant a Paramount a canviar la trama, i Nimoy fins i tot va rebre amenaces de mort. El públic de la prova va reaccionar malament davant la mort de Spock i el to fosc del final de la pel·lícula, de manera que Bennett la va fer més estimulant. Es va afegir l'escena de l'arqueta de Spock al planeta i el monòleg de cloenda de Nimoy; Meyer es va oposar, però no va impedir les modificacions.:249 Nimoy no sabia de l'escena fins que va veure la pel·lícula, però abans d'exhibir-la, els mitjans de comunicació van assegurar als fans que "Spock viurà" de nou. A causa de les limitacions de temps, l'escena del taüt es va filmar en un racó cobert del Golden Gate Park de San Francisco, fent servir màquines de fum per afegir una atmosfera primària. El rodatge va durar des del migdia fins al vespre, ja que l'equip era ben conscient que no hi hauria temps per tornar a gravar.
Durant el rodatge es va tenir especial consideració per permetre la integració dels efectes especials previstos. Els monitors de televisió per a les pantalles d'ordinador es van calibrar especialment perquè la seva freqüència d'actualització no resultés en bandes a la pel·lícula. A causa d'una pèrdua de resolució i qualitat derivada de la refotografia d'un element en una impressora òptica, les seqüències d'acció en directe per als efectes es van rodar en format 65 mm] o Vista to Vision per compensar. Quan les impressions més grans es van reduir a través d'una lent anamòrfica a la impressora, el resultat va ser un compost Panavision.:1055

### Efectes
Amb un breu període per completar les seqüències d'efectes especials de La còlera de Khan, els supervisors d'efectes Jim Veilleux, Meyer, Jennings, Sallin i Minor van treballar per transformar les idees escrites per al guió en històries i imatges concretes. Les seqüències detallades eren essencials per evitar que els efectes de la pel·lícula es descontrolessin i augmentin els costos, com havia passat amb La pel·lícula. Cada efecte especial i òptic, i la durada de les seqüències, es van enumerar. Al final de sis setmanes, els productors van determinar l'aspecte bàsic i la construcció de gairebé tots els efectes; els plans resultants es van combinar amb metratges de pel·lícules cinc mesos després.:1032 Industrial Light & Magic (ILM) va produir molts dels efectes i va crear els nous models; la Reliant va ser la primera nau estelar de la Federació que no pertanyia a la classe Constitution vista a la sèrie. Originalment, la Reliant es va concebre com una nau estelar de classe Constitution idèntica a la Enterprise, però es va pensar que el públic tindria dificultats per distingir entre dues naus iguals, especialment durant l'escena de batalla a la Nebulosa Mutara. Com que el guió demanava que Reliant i Enterprise s'infligéssin danys importants mútuament, ILM va desenvolupar tècniques per il·lustrar el dany sense danyar físicament els models. En lloc de moure els models en una pantalla blava durant el rodatge, la càmera VistaVision va ser panoràmica i rastrejada per donar-li la il·lusió del moviment. Els danys de l' Enterprise eren cosmètics, i se simulava amb peces d'alumini que s'acolorien o es desprenen. El dany del faser es va crear amb stop motion. El guió demanava danys a gran escala al Reliant, de manera que es van crear versions més grans del model de la nau per explotar.
La batalla a la nebulosa va ser una seqüència difícil d'aconseguir sense l'ajuda de models generats per ordinador. La nebulosa remolinada es va crear injectant una barreja de cautxú de làtex i amoníac en un dipòsit de núvols ple d'aigua dolça i salada. Tot el metratge es va rodar a dos fotogrames per segon per donar la il·lusió d'un moviment més ràpid. Els colors abstractes vibrants de la nebulosa es van simular il·luminant el tanc amb gels de colors. El departament d'animació de l'ILM va crear efectes de llum addicionals, com ara aurores. Les naus es van combinar amb les plaques de fons de la nebulosa mitjançant mates de pantalla blava per completar el rodatge. La destrucció de la góndola del motor Reliant es va crear superposant trets del motor que es trencava i explosions sobre el model.
L'escena en què Terrell mata a Jedda, un científic de Regula, vaporitzant-lo amb un faser es va filmar en dues preses. Winfield i els actors relacionats van representar primer l'escena; aquest metratge es va convertir en la placa de fons. Es va introduir una pantalla blava al plató i l'actor John Vargas, el destinatari de l'explosió del faser, va representar la seva resposta a ser colpejat amb l'arma d'energia. Es va col·locar un element de feix de faser a la part superior de la placa de fons, i els trets de Vargas es van dissoldre òpticament en un efecte de desintegració amb aerografia que coincidia amb la posició de Vargas a cada fotograma.:1034
El rodatge d'anguila Ceti utilitzava diversos models, supervisats pel supervisor d'efectes visuals Ken Ralston, que acabava d'acabar el disseny de criatures per a El retorn del Jedi. Va lligar una corda a les anguiles per tallar els models a través de les cares dels actors abans que entréssin al canal auditiu. L'escena d'una anguila més madura sortint de l'orella de Chekov es va simular fent passar un microfilament pel terra del muntatge fins a l'orella de Koenig. L'escena va ser filmada amb tres variacions, que Ralston va descriure com "un pla sec, un amb una mica de sang, i el pla Fangoria, amb molt de gore." Les imatges d'un model gegant de l'orella de Koenig es van descartar de l'estrena a les sales de cinema a causa de la reacció visceral que va provocar en el públic de prova.
Els efectes òptics addicionals van ser proporcionats per Visual Concept Engineering (VCE), una petita empresa d'efectes dirigida per Peter Kuran; Kuran havia treballat prèviament a ILM i se'n va anar després d'acabar L'imperi contraataca. VCE va proporcionar efectes que inclouen raigs de faser, el reactor Enterprise, sorra addicional a Ceti Alpha V i un efecte transportador actualitzat. Meyer i el personal de producció es van mostrar ferms a no utilitzar fotogrames congelats per al transportador, com s'havia fet a la sèrie de televisió original. Les escenes es van rodar perquè les converses continuïn mentre els personatges estaven a mig transport, tot i que molts del traball en matte creat per VCE va ser descartada quan la producció va decidir no tenir tanta acció durant els transports. L'empresa de gràfics per ordinador Evans & Sutherland va utilitzar el sistema de planetari Digistar basat en gràfics per ordinador per generar els camps d'estrelles, basant-se en una base de dades d'estrelles reals.:1038 Les maquetes de les naus estaven compostes al damunt dels camps estel·lars. L'equip d'Evans & Sutherland també va produir les pantalles tàctiques de gràfics vectorials vistes a l' Enterprise i al pont del simulador.:1034
La còlera de Khan va ser una de les primeres pel·lícules que va utilitzar àmpliament gràfics per ordinador per millorar la qualitat visual i la velocitat de producció de plans d'efectes especials. Entre els èxits tècnics de la pel·lícula es trobava la primera seqüència de cinema totalment generada per ordinador, l'animació d'ILM per a la demostració dels efectes del dispositiu Genesis en un planeta àrid. El primer concepte de la fotografia va prendre la forma d'una demostració de laboratori, on una roca es col·locaria en una cambra i es convertiria en una flor. Veilleux va suggerir que l'abast de la seqüència s'ampliés per mostrar l'efecte Gènesi que s'apodera d'un planeta. Tot i que Paramount va apreciar la presentació més dramàtica, volien que la simulació fos més impressionant que l'animació tradicional.:1034 Després d'haver vist la investigació feta pel grup de gràfics per ordinador de Lucasfilm, Veilleux els va oferir la tasca. Presentant la nova tècnica del sistema de partícules per a la seqüència de seixanta segons, l'equip de gràfics va prestar atenció als detalls, com ara assegurar-se que les estrelles visibles al fons coincideixen amb les visibles des d'una estrella real a anys llum de la Terra. Els animadors esperaven que serviria com a "comercial" per als talents de l'estudi. Més tard, l'estudi se separaria de Lucasfilm per formar Pixar, ara una subsidiària de Walt Disney Studios, una divisió de Disney Entertainment, propietat de The Walt Disney Company, un  dels rivals de Paramount Pictures i Paramount Global. La seqüència es reutilitzaria en dues seqüeles, Star Trek 3: A la recerca de Spock i Star Trek 4: Missió salvar la Terra, així com en el vídeo stand-up joc d'arcade Astron Belt basat en LaserDisc.

### Música
Jerry Goldsmith havia compost la música de La pel·lícula, però no era una opció per a la còlera de Khan donat el pressupost reduït; el compositor de Meyer per a Els passatgers del temps, Miklós Rózsa, també era prohibitivament car.:105 Bennett i Meyer volien que la música de la pel·lícula anés en una direcció diferent, però no s'havien decidit per un compositor quan va començar el rodatge. Meyer inicialment esperava contractar un associat anomenat John Morgan, però Morgan no tenia experiència cinematogràfica, cosa que hauria molestat l'estudi.:5
El vicepresident de música de Paramount, Joel Sill, li va agradar un compositor de 28 anys anomenat James Horner, sentint que les seves cintes de demos destacaven de la música genèrica de pel·lícula.:6 Horner es va presentar a Bennett, Meyer i Sallin. Horner va dir que "[Els productors] no volien el tipus de partitura que havien obtingut abans. No volien una partitura de John Williams, per se. Volien alguna cosa diferent, més moderna." Quan se li va preguntar sobre com va aconseguir l'encàrrec, el compositor va respondre que "els productors els va encantar el meu treball per Llops humans, i havia escoltat la meva música per a diversos altres projectes, i crec que fins ara m'ha agradat molt la meva versatilitat. Jo volia l'encàrrec, i em vaig reunir amb ells, tots ens vam portar bé, estaven impressionats amb la meva música, i així va passar." Horner va estar d'acord amb les expectatives dels productors i va acceptar començar a treballar a mitjans de gener de 1982.
D'acord amb el to nàutic, Meyer volia música que evoqués la navegació i capa i espasa, i el director i el compositor van treballar estretament, fent-se amics en el procés.:6 Com a fan de la música clàssica, Meyer va poder descriure els efectes i els sons que volia a la música. Tot i que l'estil d'Horner es va descriure com "ressonant tant els elements bombàstics com elegíacs de Star Wars de John Williams i les partitures originals de Star Trek (La pel·lícula) de Goldsmith," a Horner se li va dir expressament que no utilitzés cap partitura de Goldsmith. En lloc d'això, Horner va adaptar la fanfàrria d'obertura del tema de televisió Star Trek d'Alexander Courage. "La fanfàrria t'atrau immediatament; saps que aconseguiràs una bona pel·lícula", va dir Horner.:9
En comparació amb el tema principal que flueix, el leitmotiv de Khan va ser dissenyat com una textura percussiva que es podia superposar amb altra música i emfatitzava la bogeria del personatge. El tema de metall de set notes es va ecoplexar per emfatitzar les cavil·lacions del personatge sobre el passat mentre estava a Ceti Alpha V, però no es reprodueix completament fins a l'atac del Reliant a l' Enterprise. Molts elements es van extreure del treball anterior d'Horner (un ritme que acompanya el tema de Khan durant l'atac sorpresa pren prestat d'un tema d'atac de Wolfen, al seu torn influenciat per la partitura de Goldsmith per a Alien). També s'escolten moments musicals de la sèrie de televisió original durant la investigació de l'estació espacial Regula i en altres llocs.:106–107
Per a Horner, les "coses de sota" de la història principal era allò que calia abordar per la partitura; a La còlera de Khan, aquesta era la relació entre Kirk i Spock. El tema principal serveix com a tema de Kirk, amb una secció més suau a continuació, que és el tema de la nau espacial Enterprise.:8 Horner també va escriure un motiu per a Spock, per emfatitzar la profunditat del personatge: "En posar un tema sobre Spock, l'escalfa i es converteix en tridimensional en lloc d'una col·lecció de rutines. La diferència en els senyals breus basats en la trompa per al dolent i les melodies més llargues per als herois van ajudar a diferenciar personatges i naus durant les seqüències de batalla.:9
La banda sonora va ser la primera partitura important de Horner, i va ser escrita en quatre setmanes i mitja. Els 72 minuts de música resultants van ser interpretats per una orquestra de 91 peces. Les sessions d'enregistrament de la partitura van començar el 12 d'abril de 1982, al lot de Warner Bros., The Burbank Studios, i van continuar fins al 15 d'abril.:9 El 30 d'abril es va fer una sessió de gravació musical per a la batalla de la nebulosa de Mutara, mentre que una altra sessió celebrada el 3 de maig es va fer servir per cobrir l'epíleg recentment modificat.:10Horner va utilitzar sintetitzadors per a efectes auxiliars; en aquell moment, pel·lícules de ciència-ficció com ET, l'extraterrestre i La cosa evitaven el sintetitzador en favor d'orquestres més tradicionals. Craig Huxley va interpretar el seu instrument inventat, el Blaster Beam, durant la gravació, així com la realització de música electrònica per al vídeo del Projecte Genesis.:17  Tot i que la major part de la pel·lícula estava "tancada" quan Horner havia començat a compondre música, va haver de canviar l'orquestració musical després que la integració d'efectes especials provoqués canvis en la durada de l'escena.

## Temes
La còlera de Khan inclou diversos temes recurrents, com ara la mort, la resurrecció i l'envelliment. En escriure el seu guió, Meyer va trobar un vincle entre la mort de Spock i l'edat dels personatges. "Aquesta anava a ser una història en què Spock va morir, així que seria una història sobre la mort, i només va ser un saltiró, un bot i un salt llarg per adonar-se que es tractaria de la vellesa i l'amistat", va dir Meyer. "No crec que cap dels [altres] guions preliminars es refereixi a la vellesa, l'amistat i la mort." D'acord amb el tema de la mort i el renaixement simbolitzat pel sacrifici de Spock i el dispositiu Genesis, Meyer va voler anomenar la pel·lícula The Undiscovered Country (El país no descobert, en referència a la descripció de la mort del príncep Hamlet a la tragèdia homònima de William Shakespeare, però el títol es va canviar durant l'edició sense el seu coneixement. A Meyer no li agradava La còlera de Khan, però es va triar perquè la preferida Venjança de Khan entrava en conflicte amb la propera de Lucasfilm Revenge of the Jedi (reanomenada Return of the Jedi en producció).
Meyer va afegir elements per reforçar l'envelliment dels personatges. La infelicitat de Kirk pel seu aniversari s'agreuja amb el regal de McCoy de les ulleres de lectura. El guió deia que Kirk tenia 49 anys, però Shatner no estava segur de ser específic sobre l'edat de Kirk. Bennett recorda que Shatner dubtava a l'hora de retratar una versió de mitjana edat de si mateix, i creia que amb un maquillatge adequat podria continuar interpretant un Kirk més jove. Bennett va convèncer a Shatner que podia envellir amb gràcia com Spencer Tracy; el productor no sabia que Shatner havia treballat amb Tracy a Els judicis de Nuremberg (1961), i li agradava l'actor. Meyer es va assegurar de subratllar el paral·lelisme de Kirk amb Sherlock Holmes en què tots dos personatges s'esgotaven en absència dels seus estímuls; nous casos, en el cas d'Holmes, i aventures de naus estel·lars a Kirk.
La recerca de Kirk per part de Khan és fonamental per al tema de la venjança de la pel·lícula, i La còlera de Khan deliberadament pren prestat molt de Moby-Dick de Herman Melville. Per aclarir els paral·lelismes als espectadors, Meyer va afegir una còpia visible de Moby-Dick a l'habitatge de Khan. Khan parafraseja lliurement Ahab, amb "El perseguiré per les llunes de Níbia i per la voràgine d'Antares i per les flames de la perdició abans de lliurar-lo!" Khan cita textualment la diatriba d'Ahab al final de la novel·la amb les seves darrers versos: "Fins a l'últim em barallaré amb tu; des del cor de l'infern t'apunyalo; per amor de l'odi, t'escupo el meu darrer alè."

## Estrena
La novel·lització de la pel·lícula, escrita per Vonda N. McIntyre, es va mantenir a la llista de best-sellers de butxaca del New York Times durant més de tres setmanes. A diferència de la pel·lícula anterior, La còlera de Khan no es va promocionar amb una línia de joguines, tot i que Playmates Toys va crear figures de Khan i Saavik a la dècada de 1990, i el 2007 Art Asylum va crear una sèrie completa de figures d'acció per commemorar l'aniversari de la pel·lícula. El 2009, IDW Publishing va llançar una adaptació en còmic de la pel·lícula, i Film Score Monthly va publicar una banda sonora ampliada.
La còlera de Khan es va estrenar el 4 de juny de 1982 a 1.621 sales dels Estats Units. Va recaptar 14.347.221 dòlars el cap de setmana d'obertura, en aquell moment el cap de setmana d'obertura més gran de la història. Va guanyar un total de 78.912.963 dòlars als Estats Units, convertint-se en la sisena pel·lícula més taquillera del 1982. Va guanyar 97.000.000 dòlars a tot el món. Tot i que el total brut de La còlera de Khan va ser inferior al de La pel·lícula, va ser més rendible a causa del seu cost de producció molt més baix.

## Recepció
La resposta de la crítica va ser positiva. L'agregador de ressenyes Rotten Tomatoes informa que el 86% de 73 crítics han donat a la pel·lícula una ressenya positiva, registrant una puntuació mitjana de 8,1/10. Després de la càlida reacció a la primera pel·lícula, la resposta dels fans a La còlera de Khan va ser molt positiva. L'èxit de la pel·lícula es va acreditar amb la renovació de l'interès per la franquícia.:250 Mark Bernardin d' Entertainment Weekly va anar més enllà, anomenant La còlera de Khan "la pel·lícula que, segons la majoria de comptes, va salvar Star Trek tal com la coneixem"; actualment es considera una de les millors pel·lícules de la sèrie. Pauline Kael de The New Yorker va qualificar la pel·lícula de "meravellosa diversió ximple". Gene Siskel va donar a la pel·lícula tres estrelles i mitja de quatre, qualificant-la de "una guanyadora rotunda, plena de personatges atractius en relacions de compromís en una pel·lícula futurista que té un deliciosament antic sentit de la majestuositat sobre els seus personatges i les dificultats en què es troben."
El ritme de la pel·lícula va ser elogiat pels crítics de The New York Times i The Washington Post perquè era molt més ràpid que la seva predecessora i més proper al de la sèrie de televisió. Janet Maslin de The New York Times va acreditar la pel·lícula amb una història més forta que La pel·lícula i va afirmar que la seqüela era tot el que hauria d'haver estat la primera pel·lícula. Variety va acordar que "La còlera de Khan" s'acostava més a l'esperit original de "Star Trek" que la seva predecessora. La forta interacció amb els personatges es va citar com una característica forta de la pel·lícula, així com el retrat de Montalbán de Khan. El 2016, Playboy va classificar la pel·lícula número quatre a la seva llista de 15 Sequels That Are Way Better Than The Originals. Més tard Popular Mechanics qualificaria la mort de Spock com la desena escena més gran de la ciència-ficció.
Roger Ebert del Chicago Sun-Times i Derek Adams de Time Out es van queixar del que es consideraven seqüències de batalla tèbies i melodrama percebut. Tot i que Ebert i TV Guide van considerar que la mort de Spock va ser dramàtica i ben gestionada,Gary Arnold de The Washington Post va declarar que la mort de Spock "sembla un gir innecessari, i els cineastes, òbviament, estan ben preparats per fer-ho en cas que el públic demanés una altra seqüela". Les crítiques negatives de la pel·lícula es van centrar en algunes de les actuacions, i Empire va destacar els "pentinats desfasats" i "túniques de Santa Claus" com a elements de la pel·lícula que no havien envellit bé.
Christopher John va fer una ressenya de Star Trek II: La còlera de Khan a la revista Ares núm. 13 i va comentar que "En no prendre's tan seriosament, és a dir, adonar-se que la pel·lícula hauria de ser una aventura d'acció amb elements de patetisme i filosofia afegits suaument, La còlera de Khan, va tenir un èxit brillant. Per a aquells que estimaven la sèrie, va ser un somni fet realitat (fins a tal punt que molts es neguen a reconèixer l'existència de la primera pel·lícula com a part de l'epos de Star Trek)."
La còlera de Khan va guanyar dos Premis Saturn el 1982, al millor actor (Shatner) i millor direcció (Meyer). La pel·lícula també va ser nominada a la categoria de "millor presentació dramàtica" per als Premis Hugo de 1983, però va perdre davant Blade Runner. La còlera de Khan ha influït en pel·lícules posteriors: el títol rebutjat de Meyer per a la pel·lícula, The Undiscovered Country, finalment es va utilitzar quan Meyer va dirigir la sisena pel·lícula, que va conservar les influències nàutiques. El director Bryan Singer va citar la pel·lícula com una influència a X2 i la seva seqüela abandonada de Superman Returns. La pel·lícula també és una de les preferides del director J. J. Abrams, del productor Damon Lindelof i dels escriptors Roberto Orci i Alex Kurtzman, l'equip creatiu darrere de la pel·lícula de rellançament de la franquícia Star Trek. La segona entrada d'Abrams a la sèrie de pel·lícules rellançades, Star Trek Into Darkness, es va inspirar significativament en La còlera de Khan. El 2024, la pel·lícula va ser seleccionada per a la seva conservació al National Film Registry dels Estats Units.

## Mitjans domèstics
Paramount va llançar La còlera de Khan en CED Videodisc RCA el 1982 i en VHS i Betamax el 1983. L'estudi va vendre el VHS per 39,95 $, 40 $ per sota dels preus del videocasset de pel·lícules contemporànies i va vendre un rècord de 120.000 còpies. L'experiment reeixit es va acreditar amb la instigació d'uns preus VHS més competitius, un augment en l'adopció de reproductors de VHS cada cop més barats i un pas de tot el sector del lloguer a les vendes com a major part dels ingressos de les cintes de vídeo.
Paramount va llançar La còlera de Khan en DVD l'any 2000; no s'incloïa cap característica especial al disc. Montalbán va atraure centenars de fans de la pel·lícula a Universal City (Califòrnia) on va signar la còpia del DVD per commemorar el seu llançament. A l'agost de 2002, la pel·lícula es va tornar a estrenar en un molt esperat format "Director's Edition" de dos discs. A més de la qualitat d'imatge remasteritzada i so envoltant Dolby 5.1, el DVD incloïa comentaris del director, entrevistes al repartiment, storyboards i el tràiler cinematogràfic. El tall ampliat de la pel·lícula es va estrenar a Hollywood abans del llançament del DVD. Meyer va afirmar que no creia que les versions del director de pel·lícules fossin necessàriament millors que l'original, però que la reestrena li va donar l'oportunitat d'afegir elements que havien estat eliminats de l'estrena en cinemes per Paramount. Les quatre hores de contingut addicional i la versió del director ampliada van ser acollides favorablement.
La versió cinematogràfica original de la pel·lícula es va estrenar a Blu-ray Disc el maig de 2009 per coincidir amb la nova pel·lícula Star Trek, juntament amb les altres cinc pel·lícules amb la tripulació original a Star Trek: Original Motion Picture Collection. De les sis pel·lícules originals, La còlera de Khan va ser l'única que es va remasteritzar en 1080p alta definició a partir del negatiu original. Nicholas Meyer va afirmar que el negatiu La còlera de Khan "estava en una forma terrible", i per això necessitava una restauració àmplia. Les sis pel·lícules del set tenen nou àudio 7.1 Dolby TrueHD. El disc també inclou una nova pista de comentaris del director Nicholas Meyer i el productor creador de Star Trek: Enterprise Manny Coto. El 24 d'abril de 2016, Paramount Pictures va anunciar que la versió del director de la pel·lícula seria llançada per a Blu-ray Disc el 7 de juny de 2016. El 7 de juliol de 2021, es va anunciar que la primera pel·lícula de quatre de la franquícia Star Trek (inclòs la versió cinematogràfica i l'edició del director de La còlera de Khan) s'estrenarien a 4K Ultra HD Blu-ray el 7 de setembre d'aquell any per commemorar el 55è aniversari de la franquícia, juntament amb Blu-rays individuals remasteritzats de les mateixes pel·lícules.